# Початок (ринок)
46°34′54″ пн. ш. 30°48′53″ сх. д. / 46.581667° пн. ш. 30.81475° сх. д.
Ринок «Початок» (офіційна назва — Продовольчий оптово-роздрібний ринок «Початок») — ринок, розташований на території села Крижанівка, Фонтанська сільська громада, Одеський район, Одеська область. Безпосередньо примикає до перетину вулиць Владислава Бувалкіна — Академіка Сахарова у Пересипському районі міста Одеса.
Площа ринку — 10 га.

## Інформація
На території ринку розташовані — М'ясо-молочний корпус, Рибний корпус, Бакалійний корпус, Критий навіс для торгівлі для торгівлі з автомобілів, Відкритий майданчик для торгівлі з автомобілів. У червні 2016 року вводяться в експлуатацію друга черга будівництва Одеса-Миколаїв та Об'їзної дороги, яка поєднується з трасами Одеса-Київ, Одеса-Кишинів, Одеса-Рені, Одеса-Південне.